# Sauce aux myrtilles
 (octobre 2023).

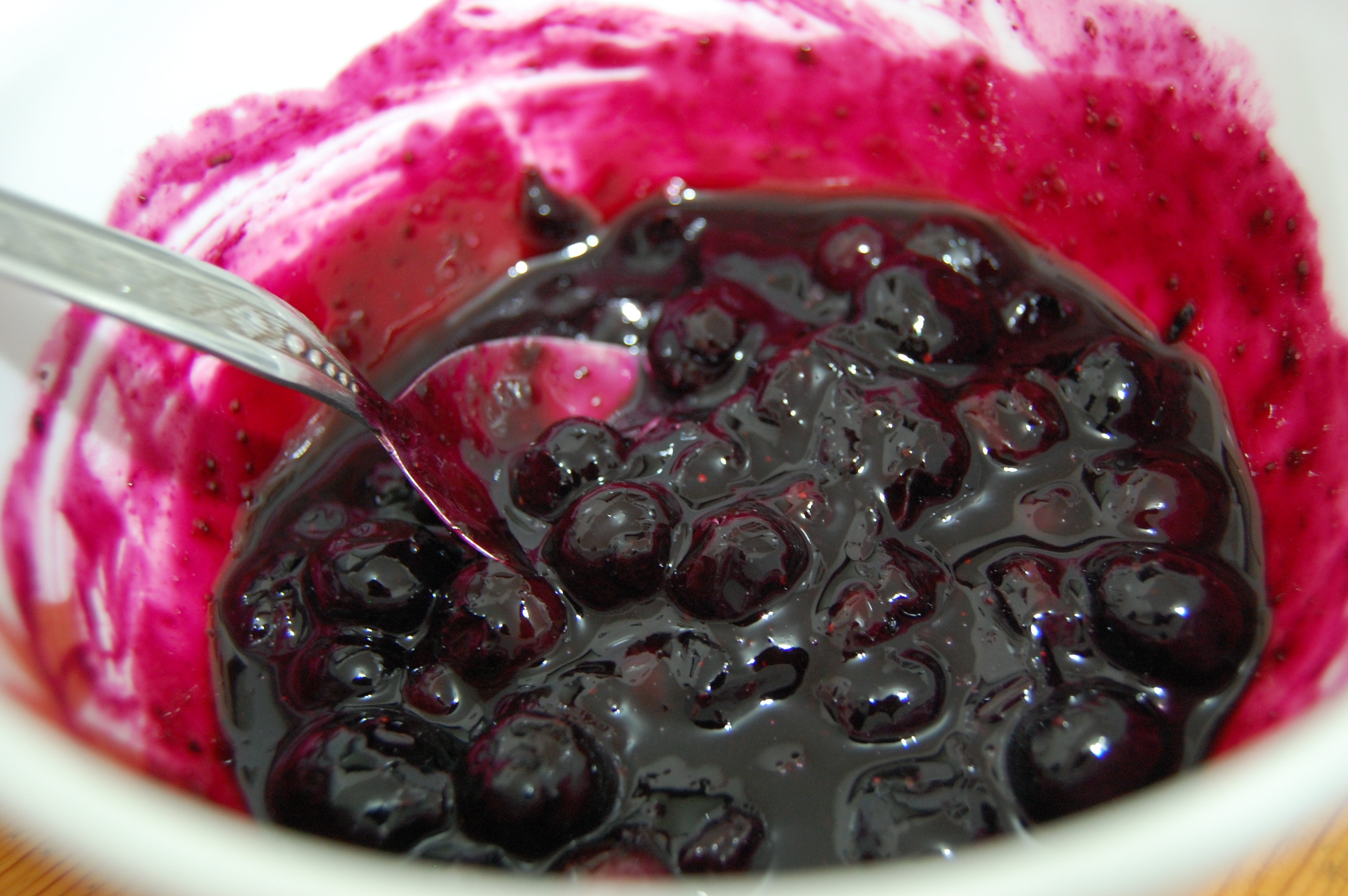
Compote de myrtilles, préparé pour un nappage de cheesecake.

La sauce aux myrtilles est une sauce préparé à base de myrtilles. Elle est généralement obtenu après réduction et peut être utilisée, en fonction de sa préparation, comme sauce sucrée ( confiture ou nappage) ou comme sauce salée. Elle est aussi utilisée dans la préparation du Martini aux myrtilles[réf. nécessaire].

## Préparation
Des myrtilles fraiches, congelés et parfois sauvages sont utilisées. Elle peut être préparé pour qu'elle possède une texture lisse ou granuleuse. En filtrant la sauce à l'aide d'un tamis pour éliminer les particules, on obtient une texture lisse. Elle peut être conservée par congélation pour une utilisation ultérieure. Il existe des versions sucrées et salées de la sauce.

### Salé
Les sauces salées aux myrtilles peuvent être préparées avec une petite quantité ou sans édulcorant,,, et les ingrédients supplémentaires utilisés peuvent comprendre du vinaigre de cidre, du bouillon de poulet, du jus de citron, du sel, du poivre et de l'amidon de maïs,. La sauce est utilisée pour napper divers plats salés tels que le porc, le poulet, l'agneau et le canard rôtis,,. Elle est parfois servie en accompagnement, plutôt que sur les plats[réf. nécessaire].

### Sucré
La sauce sucrée aux myrtilles, également appelée compote de myrtilles[Par qui ?][réf. nécessaire], peut être utilisée comme sauce de dessert. Les myrtilles et l'eau constituent la base de la sauce, mais les recettes varient. Un édulcorant tel que le sucre est généralement utilisé, et du jus de citron, du jus d'orange, du beurre et de la fécule de maïs sont parfois ajoutés,,,,. Une version épicée peut être préparée en utilisant des clous de girofle, de la cannelle et de la cardamome. La sauce sucrée aux myrtilles peut être utilisée dans ou sur des desserts tels que le cheesecake, la crème glacée ou dans de divers gâteaux, ainsi que sur des plats de petit-déjeuner tels que les crêpes, les gaufres et le pain perdu,,,. Elle peut également être utilisée pour créer un fruit fool.

## Galerie

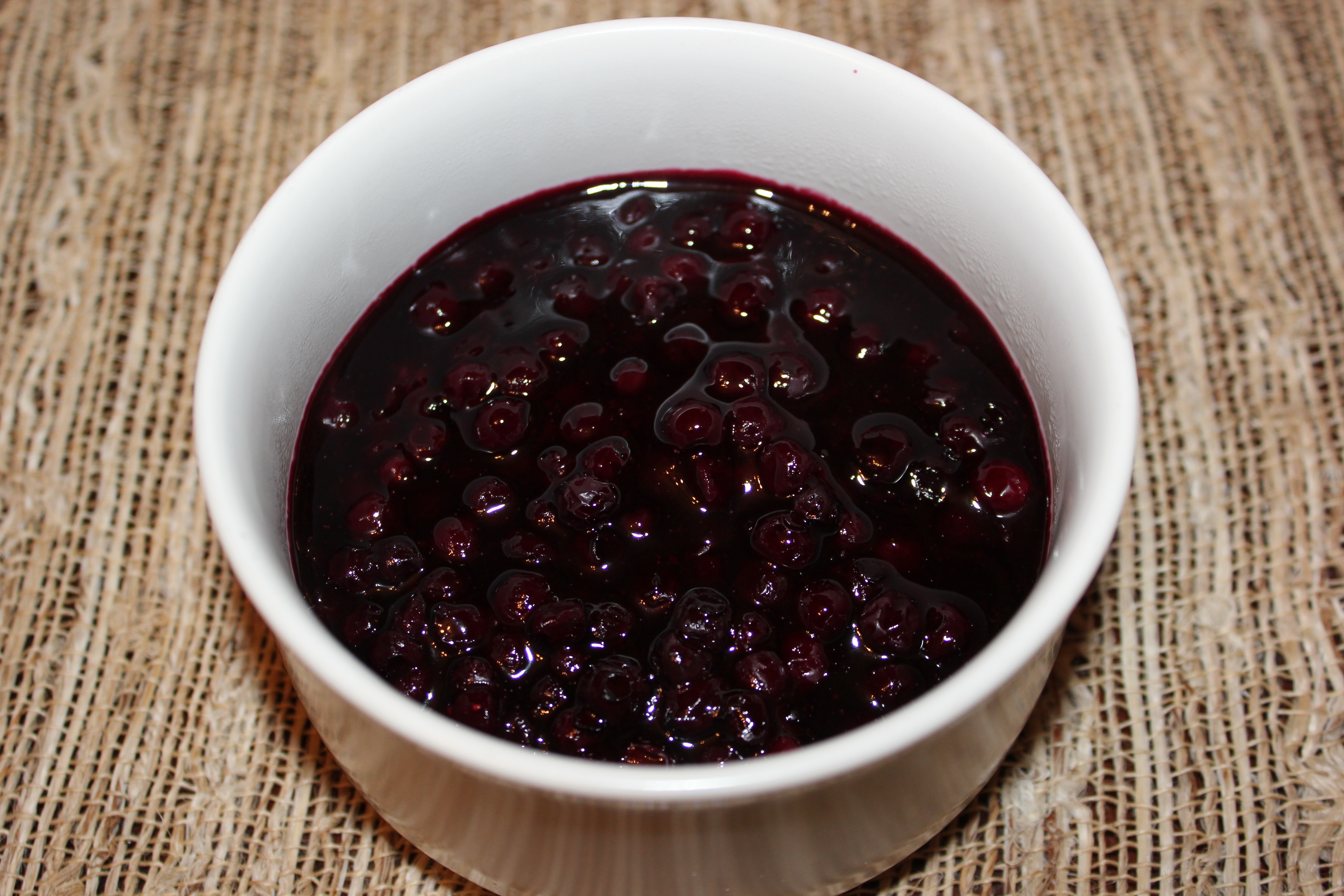
Sauce aux myrtilles sauvages préparée avec des myrtilles entières
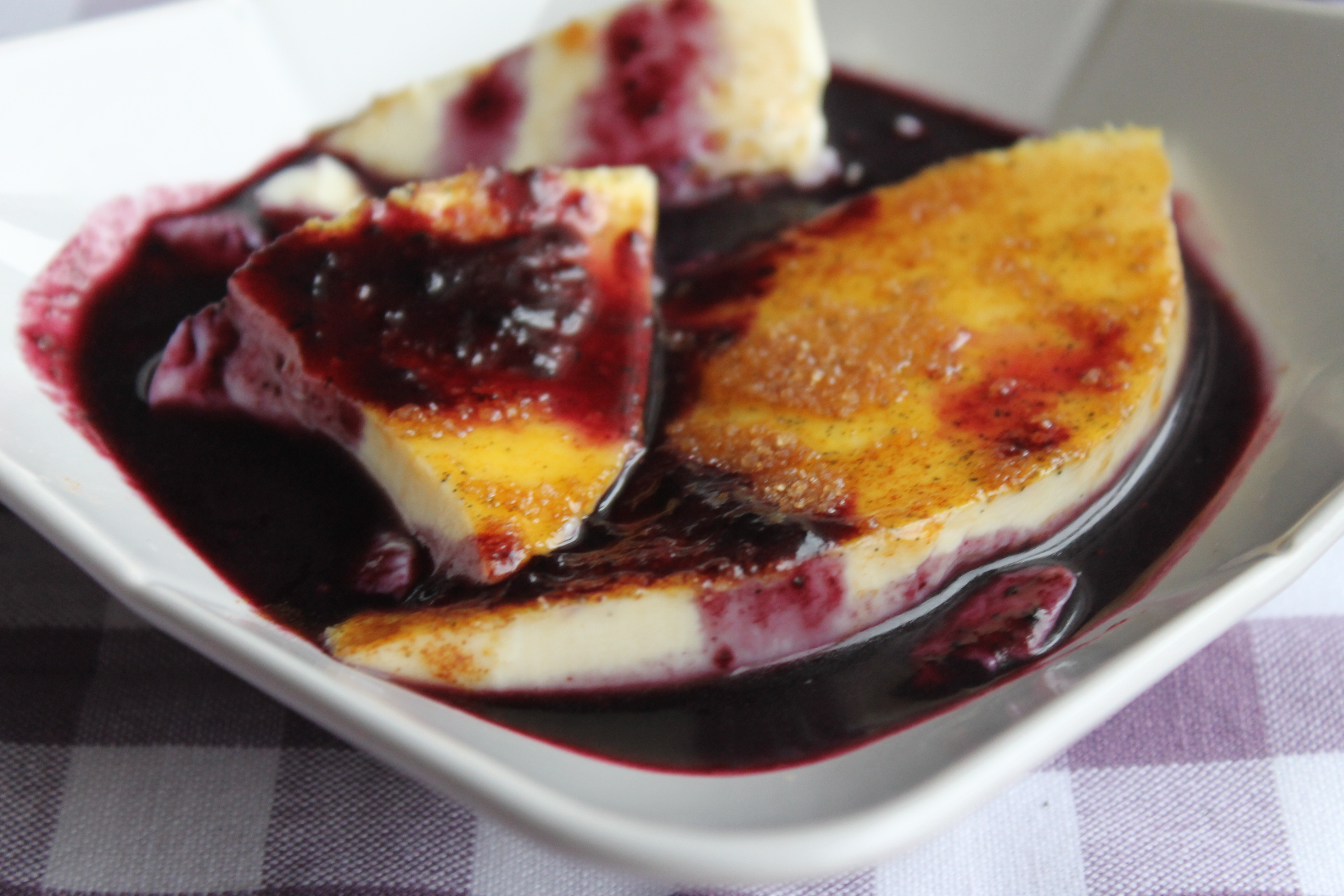
Pudding au colostrum, un dessert islandais, avec du sucre à la cannelle et une sauce aux myrtilles en purée
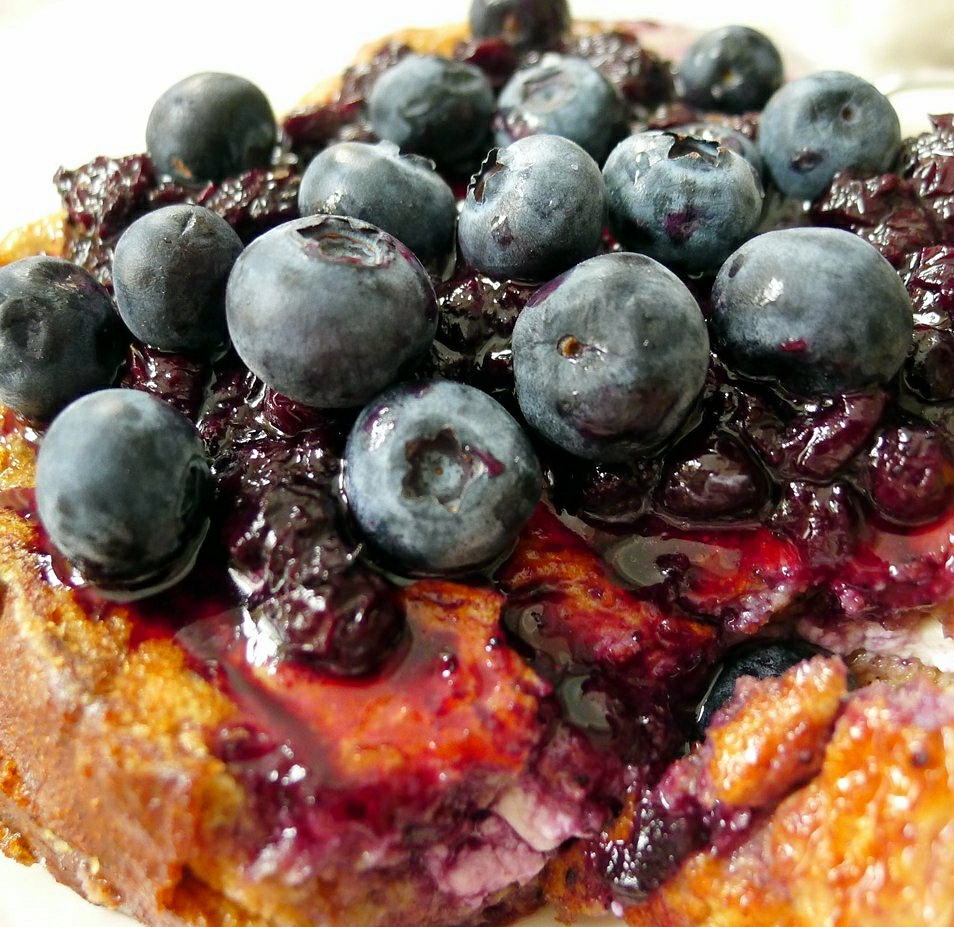
Pain perdu farci aux myrtilles, garni de sauce aux myrtilles sauvages du Maine et de myrtilles entières
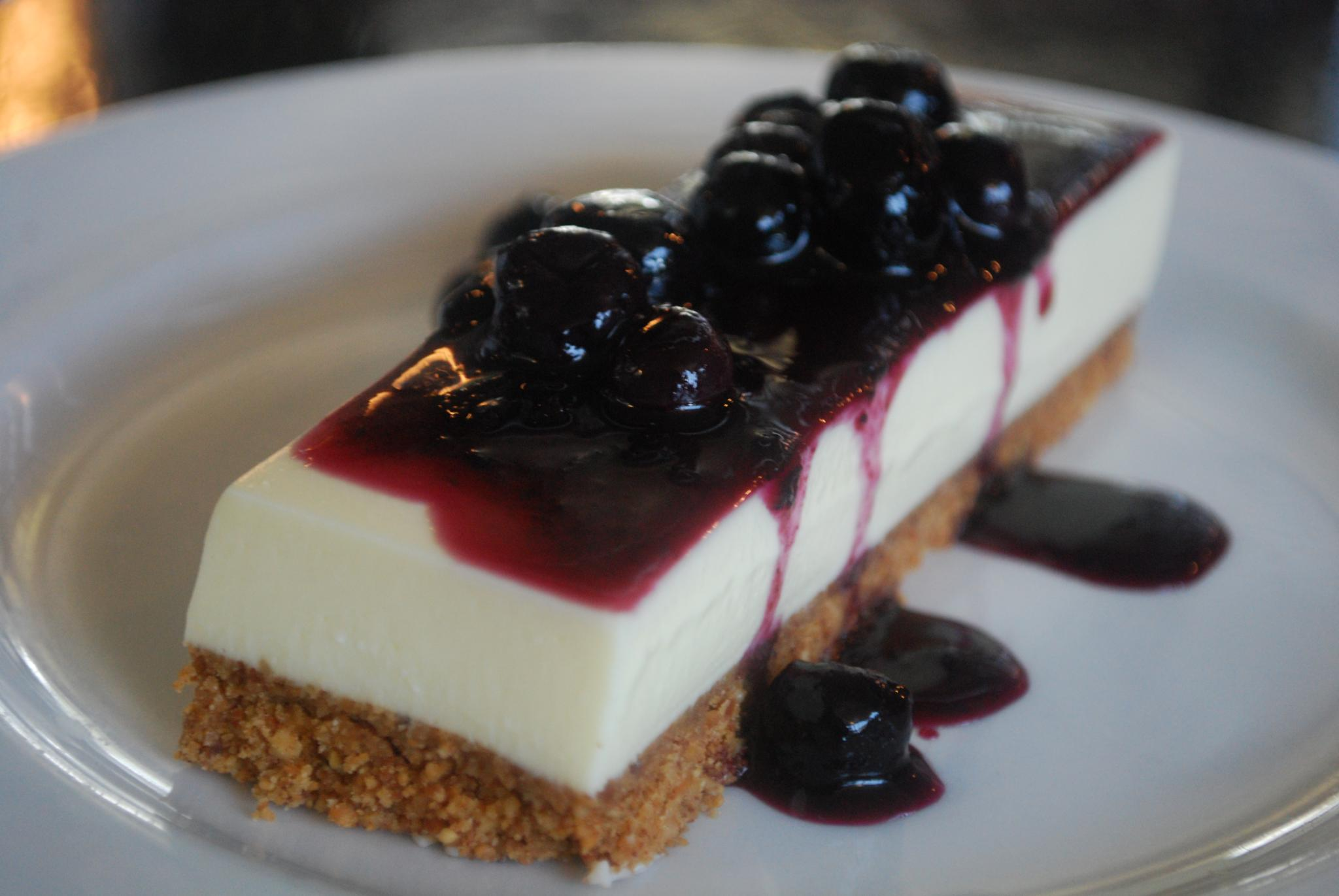
Gâteau au fromage garni d'une sauce aux myrtilles
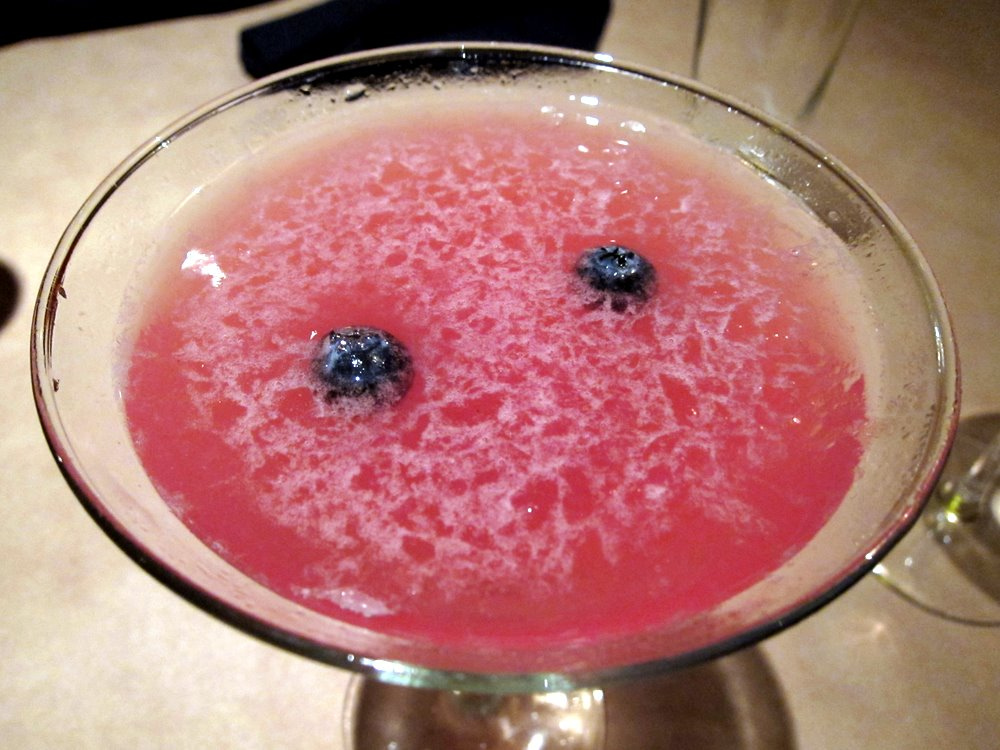
Martini aux myrtilles